# Естественный капитал
Естественный, или природный капитал (англ. Natural capital) — экономическая категория, обозначающая минеральные, растительные и животные составляющие биосферы, рассматриваемые как средства производства кислорода, фильтрации воды, защиты от эрозии и других составляющих экосистемы.
В традиционной экономической науке аналогом естественного капитала является фактор производства «земля», понимаемая как природная составляющая экономики, жестко ограниченная в размерах экономического предложения. Сторонники концепции естественного капитала (в том числе представители «зелëной экономики») считают термин «естественный капитал» более точным, поскольку, например, качество земельных угодий может быть улучшено или ухудшено, подобно качеству искусственного (произведённого людьми) капитала. Другая аналогия: автомобильный завод производит автомобили подобно тому, как яблоня производит яблоки.
Среди авторов, использующих термин: Х. Дэли, Р. Констанца, П. Хоукен и др.
Концепция естественного капитала существенно повлияла на современную практику расчёта макроэкономических показателей. Всемирный банк ныне учитывает при их анализе объёмы добычи природных ресурсов и экологический ущерб, вызванный выбросами углекислого газа (парниковый эффект).

## История создания концепции
Термин «естественный капитал» впервые был использован в 1973 году Эрнст Фридрих Шумахером в его книге Small Is Beautiful и был развит далее Германом Дейли, Робертом Костанцой и другими основателями науки экологической экономики, как часть всеобъемлющей критики недостатков традиционной экономики. Природный капитал — это концепция, занимающая центральное место в экономической оценке оценки экосистемных услуг, которая вращается вокруг идеи о том, что нечеловеческая жизнь производит товары и услуги, необходимые для жизни. Таким образом, природный капитал имеет важнейшее значение для устойчивости экономики.
В традиционном экономическом анализе факторов производства природный капитал обычно классифицируется как «земля», отличающаяся от традиционного «капитала». Историческое различие между «землёй» и «капиталом» определяло «землю» как естественное явление с фиксированным предложением, тогда как «капитал», как он первоначально определялся, относился только к произведенным человеком товарам (например, Джорджизм). Однако неверно рассматривать «землю» так, как если бы ее производительная способность была фиксированной, поскольку естественный капитал может быть улучшен или деградирован действиями человека с течением времени. Кроме того, природный капитал приносит выгоды и товары, такие как древесина или продовольствие, которые могут быть собраны людьми. Эти преимущества аналогичны тем, которые получают владельцы инфраструктурного капитала, производящего больше товаров, например фабрика, производящая автомобили точно так же, как яблоня производит яблоки.
Экологи объединяются с экономистами для измерения и выражения ценности богатства экосистем как способа поиска решений кризиса биоразнообразия. Некоторые исследователи пытались установить долларовую цифру на экосистемные услуги, такие как стоимость вклада канадских бореальных лесов в глобальные экосистемные услуги. При сохранении экологической целостности бореальные леса оцениваются в 3,7 триллиона долларов США. Бореальная лесная экосистема является одним из величайших атмосферных регуляторов планеты, и она хранит больше углерода, чем любой другой биом на планете. Ежегодная стоимость экологических услуг бореального леса оценивается в 93,2 миллиарда долларов США, что в 2,5 раза превышает ежегодную стоимость добычи ресурсов.
Экономическая ценность 17 экосистемных услуг для всей биосферы (рассчитанная в 1997 году) оценивается в среднем в 33 трлн долл. в год. Эти эколого-экономические величины в настоящее время не включаются в расчеты счетов национального дохода, ВВП и не имеют ценовых атрибутов, поскольку существуют в основном за пределами глобальных рынков. Потеря природного капитала продолжает ускоряться и остается незамеченной или игнорируемой основным денежным анализом.
В рамках международного сообщества этот основной принцип не вызывает споров, хотя существует большая неопределенность в отношении того, как лучше всего оценивать различные аспекты экологического здоровья, природного капитала и экосистемных услуг. Полный учет затрат, тройной итог, измерение благосостояния и другие предложения по реформе бухгалтерского учета часто включают предложения по измерению «экологического дефицита» или «природного дефицита» наряду с социальным и финансовым дефицитом. Трудно измерить такой дефицит без некоторого согласия относительно методов оценки и аудита, по крайней мере, глобальных форм природного капитала (напр. значение воздуха, воды, почвы).
Все виды использования этого термина в настоящее время так или иначе отличают природный капитал от рукотворного или инфраструктурного. Показатели, принятые Всемирным центром мониторинга охраны окружающей среды программы Организации Объединенных Наций по окружающей среде и Организацией экономического сотрудничества и развития (ОЭСР) для измерения естественного биоразнообразия, используют этот термин несколько более конкретно. Согласно ОЭСР, природный капитал — это «природные активы в их роли обеспечения ресурсов природных ресурсов и экологических услуг для экономического производства» и «обычно считается, что он включает три основные категории: запасы природных ресурсов, землю и экосистемы.»
Концепция «природного капитала» также использовалась проектом «Биосфера-2» и экономической моделью естественного капитализма Пола Хокена, Эмори Ловинса и Хантера Ловинса. В последнее время он начал использоваться политиками, в частности Ральфом Надером, Полом Мартином-младшим и учреждениями правительства Великобритании, включая Комитет по природному капиталу и Лондонскую обсерваторию здравоохранения.
В книге «Естественный капитализм: создание следующей промышленной революции» автор утверждает, что «следующая промышленная революция» зависит от поддержки четырех основных стратегий: «сохранение ресурсов посредством более эффективных производственных процессов, повторное использование материалов, найденных в природных системах, изменение ценностей от количества к качеству и инвестирование в природный капитал или восстановление и поддержание природных ресурсов.»

## Декларация о природном капитале
В июне 2012 года на саммите «Рио+20», проходившем в Бразилии, была принята «Декларация о природном капитале». Будучи инициативой глобального финансового сектора, она была подписана 40 генеральными директорами для «интеграции соображений природного капитала в кредиты, акционерный капитал, фиксированный доход и страховые продукты, а также в систему бухгалтерского учета, раскрытия информации и отчетности». Они работали с поддерживающими организациями над разработкой инструментов и показателей для интеграции факторов природного капитала в существующие бизнес-структуры.
Таким образом, его четыре основные цели заключаются в следующем:
- Повышение понимания зависимости бизнеса от природных капитальных активов;
- Поддержка разработки инструментов для интеграции соображений природного капитала в процесс принятия решений по всем финансовым продуктам и услугам;
- Помощь в формировании глобального консенсуса по интеграции природного капитала в учет и принятие решений в частном секторе;
- Поощряйте консенсус в отношении интегрированной отчетности, чтобы включить природный капитал в качестве одного из ключевых компонентов успеха организации.

## Протокол О Природном Капитале
В июле 2016 года Коалиция по природному капиталу опубликовала Протокол по природному капиталу. Протокол обеспечивает стандартизированную основу для организаций по выявлению, измерению и оценке их прямого и косвенного воздействия и зависимости от природного капитала. Протокол гармонизирует существующие инструменты и методологии и направляет организации к получению информации, необходимой им для принятия стратегических и оперативных решений, которые включают воздействие и зависимость от природного капитала.
Протокол был разработан в уникальном сотрудничестве между 38 организациями, которые подписали добровольные предконкурсные контракты.
Протокол доступен на лицензии creative commons и является бесплатным для организаций, чтобы подать заявку.

## Международные стандарты
Эколого-экономические счета обеспечивают концептуальную основу для комплексной статистики окружающей среды и ее взаимосвязи с экономикой, включая воздействие экономики на окружающую среду и вклад окружающей среды в экономику. Последовательный набор показателей и описательных статистических данных может быть получен на основе счетов, которые служат основой для широкого круга стратегий.
Они включают в себя:
- «Зеленую» экономику;

- Природопользование;
- Устойчивое развитие.

Система эколого-экономического учета (СЭЭУ) содержит согласованные на международном уровне стандартные концепции, определения, классификации, правила бухгалтерского учета и таблицы для получения международно сопоставимых статистических данных об окружающей среде и ее взаимосвязи с экономикой. СЭЭУ является гибкой системой в том смысле, что ее осуществление может быть адаптировано к конкретным ситуациям и приоритетам стран. Координация осуществления СЭЭУ и текущей работы по новым методологическим разработкам осуществляется под руководством и контролем Комитета экспертов ООН по эколого-экономическому учету (КЭЭУ ООН). Окончательная, официальная версия центральной структуры СЭЭУ была опубликована в феврале 2014 года.

## Подходы частного сектора
Некоторые исследования предусматривают создание «экосистемы» природного капитала частного сектора, включая инвесторов, активы и регуляторы.

## Критика
В то время как измерение компонентов природного капитала в любом регионе является относительно простым процессом, как задача, так и обоснование установления денежной оценки этих компонентов или стоимости товаров и услуг, которые они свободно предоставляют нам, оказались более спорными. В Великобритании обозреватель Guardian Джордж Монбио критиковал работу правительственного комитета по природному капиталу и другие попытки придать какую-либо денежную ценность природным капитальным активам или бесплатным экосистемным услугам, которые они нам предоставляют. В своей речи, ссылаясь на доклад правительству, в котором говорилось, что лучшая защита пресноводных экосистем Великобритании приведет к повышению эстетической ценности на 700 миллионов фунтов стерлингов, он высмеял попытки «сравнивать вещи, которые не могут быть непосредственно сопоставлены».
Другие выступали в защиту усилий по интеграции оценки природного капитала в процесс принятия экономических решений на местном и национальном уровнях, утверждая, что это ставит окружающую среду на более сбалансированную основу, когда она взвешивается против других коммерческих факторов, и что «оценка» этих активов не то же самое, что монетизация.